# Владимир Колев (футболіст)
Владимир Колев (болг. Владимир Колев; нар. 24 лютого 1972, Пловдив, Болгарія) — болгарський футболіст, виступав на позиції нападника.

## Життєпис
Народився 24 лютого 1972 року в Пловдиві. На клубному рівні виступав за «Марицю», «Сливен», «Металик», «Етир», «Славія» (Софія), «Локомотив» (Пловдив), «Марек» та «Добруджу». У складі «Славії» Бронзовий призер чемпіонату Болгарії 1997 року. В групі «А» зіграв 128 матчів та відзначився 27 голами. Останнім часом працює в друкарні міста Пловдив.